# Noorse parlementsverkiezingen 2005

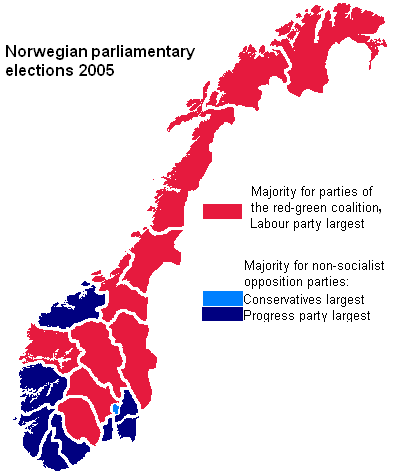

Op 12 september 2005 werden er in Noorwegen verkiezingen voor het Storting gehouden. Meer dan 3,4 miljoen mensen mochten stemmen voor een nieuw parlement, het Storting. Het parlement werd met 4 zetels uitgebreid ten opzichte van de verkiezingen in 2001.
De verkiezingen werd gewonnen door de centrumlinkse Rood-Groene coalitie, die 87 zetels won, gedomineerd door de winst van de Arbeiderspartij met 61 zetels. De centrumrechtse coalitie won 44 zetels en de populistische Vooruitgangspartij won 28 zetels, waarmee ze de grootste oppositiepartij werd. Het opkomstpercentage was 77,1%, een toename van 2 procentpunten vergeleken met de verkiezingen in 2001.

## Resultaten
| Partij                         | Aantal stemmen | %    | +/- stemmen | Zetels | +/- zetels |
| ------------------------------ | -------------- | ---- | ----------- | ------ | ---------- |
| Arbeiderspartij (AP)           | 862.757        | 32,7 | +8,4        | 61     | +18        |
| Vooruitgangspartij             | 582.284        | 22,1 | +7,4        | 38     | +12        |
| Conservatieve Partij           | 372.008        | 14,1 | −7,1        | 23     | −15        |
| Socialistisch Links            | 233.069        | 8,8  | −3,7        | 15     | −8         |
| Christelijke Volkspartij (KrF) | 178.889        | 6,8  | −5,6        | 11     | −11        |
| Centrumpartij                  | 171.124        | 6,5  | +0,9        | 11     | +1         |
| Liberale Partij                | 156.081        | 5,9  | +2,0        | 10     | +8         |
| Totaal                         |                |      |             | 169    |            |

Jens Stoltenberg
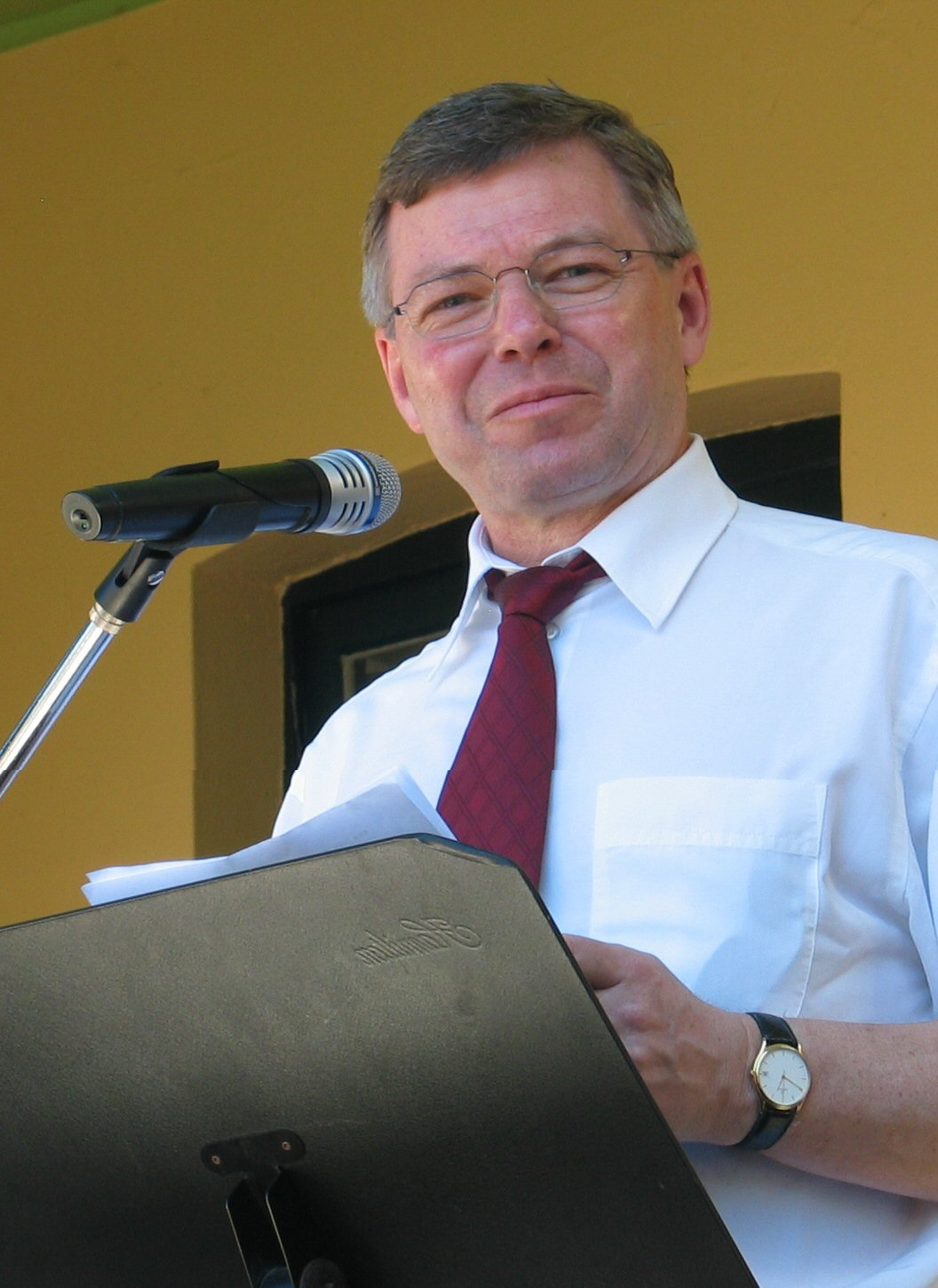
Kjell Magne Bondevik (KrF)

### Winnaars
- De Rood-Groene coalitie werd de winnaar van de verkiezingen en vormde een meerderheidsregering onder leiding van Jens Stoltenberg. De nieuwe regering werd op 17 oktober 2005 geïnstalleerd, nadat de begroting voor 2006 door de oude regering was voorgesteld.
- De Arbeiderspartij behaalde een resultaat waarmee ze de grootste partij in Noorwegen werd, "niet alleen de grootste van de vele middeninkomens".
- De Vooruitgangspartij behaalde tot dusver haar beste resultaat en werd zelfs groter dan de Conservatieve Partij. Ze werd zelfs bijna even groot als de coalitie van de Bondevik-regering.

### Verliezers
- De niet-socialistische partijen werden verpletterd.
- Socialistisch Links behaalde een teleurstellend resultaat, ondanks dat de partij in de peilingen ruim 15% zou krijgen.
- De Conservatieve Partij verloor veel stemmen. Ze was hierdoor niet langer de grootste niet-socialistische partij, want de Vooruitgangspartij werd groter dan de Conservatieve Partij.
- De Christelijke Volkspartij halveerde bijna qua stemmen en behaalde tot dusver haar slechtste resultaat.
- De Kustpartij verloor haar vertegenwoordiging in het parlement.
- De Rode Alliantie slaagde er niet in zetels te winnen in het parlement.